# Classe P4 (motosilurante)
La classe P4 (project 123 bis nella designazione russa) è una classe di motosiluranti della Voenno-morskoj flot sovietica, realizzata in più di 300 esemplari tra la metà degli anni 1940 e la metà degli anni 1950 ed esportata largamente nei paesi amici dell'Unione Sovietica.
Prima classe di motosiluranti postbelliche sovietiche, le unità P4 erano veloci e leggeri natanti con scafo in lega d'alluminio, soluzione già adottata durante il periodo bellico ma senza successo a causa dei problemi di corrosione riscontrati. Esse sono state ampiamente esportate, dall'Albania (12 unità) alla Tanzania (4 unità). L'aquirente più grande è stato però la Cina, con almeno 90 mezzi.